# Linda Gazzera
Linda Gazzera (Roma, 26 de agosto de 1890 - São Paulo, 24 de novembro de 1942) foi uma médium de efeitos físicos e materialização italiana. Foi estudada por nomes como os de Cesare Lombroso, Charles Richet e Mme. Bisson.

## Biografia
A sua mediunidade foi pesquisada entre maio de 1908 e 1910 pelo médico italiano e pesquisador, Dr. Enrico Imoda, que reuniu produções teleplásticas e corporificações, fotografadas durante as sessões, em Turim, nas residências da princesa (marquesa) de Ruspoli e da senhora Coggiola, com um reduzido grupo por ele organizado. Após o falecimento deste pesquisador (1912), o seu material foi publicado pela editora Fratelli Bocca, sob o título de "Fotografie di Fantasmi", com prefácio de Charles Richet.
Tendo sido apresentada por Imoda a Richet, em fins de 1909 viajou para Paris, onde foi estudada por este último em sua residência, ao longo de doze sessões. Este pesquisador registou os fenómenos produzidos pela médium na obra "Thirty Years of Psychical Research" (1923).
Retornou em seguida a Turim, tendo realizado a última sessão com Imoda em 13 de setembro de 1909, quando este adoeceu para não mais se levantar. As sessões de investigação prosseguiram, entretanto, sob a direção do Sr. Demaison, período em que começaram a registar-se fenómenos de natureza luminosa. Casou-se Com Sr Raymond Victor Demaison, se mudou para Winnipeg, onde teve seu único filho e depois se mudou novamente para São Paulo, Brasil, onde veio a falecer.
Ao longo da sua carreira as suas materializações mais conhecidas eram de um oficial de Cavalaria que se identificava como "Vincenzo", e as de uma menina de quatro anos de idade identificada como "Carlotta".
Está sepultada no Cemitério São Paulo (Rua Cardeal Arcoverde) - São Paulo - SP